# Joseph Masiero
Pour les articles homonymes, voir Masiero.
Joseph Masiero, né en 1982, est un astronome américain.

## Biographie
Masiero est titulaire d'un Ph.D. de l'Institut d'Astronomie de l'Université d'Hawaï à Manoa, Honolulu, (USA) obtenu en 2009, précédé d'une licence d'astronomie et d'astrophysique de l'Université de Pennsylvanie, obtenu en 2004.
Le Centre des planètes mineures le crédite de la découverte de 48 astéroïdes, toutes effectuées en 2006.
Il travaille au Jet Propulsion Laboratory. L'astéroïde (8255) Masiero est nommé d'après lui.
| (245943) Davidjoseph    | 14 septembre 2006 |
| (262106) Margaretryan   | 14 septembre 2006 |
| (262295) Jeffrich       | 17 septembre 2006 |
| (266081) Villyket       | 14 septembre 2006 |
| (292159) Jongoldstein   | 14 septembre 2006 |
| (292160) Davefask       | 14 septembre 2006 |
| (299755) Ericmontellese | 14 septembre 2006 |
| (299756) Kerryaileen    | 14 septembre 2006 |
| (308856) Daniket        | 14 septembre 2006 |
| (327695) Yokoono        | 14 septembre 2006 |
| (361267) ʻIʻiwi         | 17 septembre 2006 |
| (374710) ʻOʻo           | 14 septembre 2006 |
| (378002) ʻAkialoa       | 14 septembre 2006 |
| (397278) Arvidson       | 14 septembre 2006 |
| (397279) Bloomsburg     | 14 septembre 2006 |
| (388282) ʻAkepa         | 14 septembre 2006 |